# Seeland-II-C

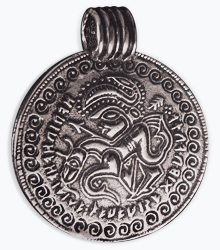
Copia moderna del bracteato Seeland-II-C.

El bracteato Seeland-II-C (bracteato de Selandia 2) es un bracteato escandinavo encontrado Selandia, Dinamarca, datado en el periodo de las migraciones germánicas (alrededor del 500). Su imagen central representa una cabeza de hombre sobre un cuadrúpedo. Esta representación es la característica que define a los bracteatos de tipo C (de los que se conservan unas 400 piezas), y generalmente se interpreta como una representación de Odín curando a su caballo. 
Este bracteato lleva una inscripción en caracteres del futhark antiguo que se translitera como:

hariuha haitika : farauisa : gibu auja : ttt

Las ttt finales son la transliteración de tres runas tiwaz consecutivas. Las runas tiwaz múltiples consecutivas se interpretan como invocaciones al dios nórdico Tyr.
Krause traduce la inscripción como: "Hariuha me llamo: el sabio peligroso: doy protección." Farauisa se interpreta como fara-uisa, que puede ser «informado del peligro» o «entendido del viaje». Moltke traduce estas palabras como «..., el que es prudente con el peligro logra la felicidad».